# Marietta (Géorgie)
Pour les articles homonymes, voir Marietta.
Marietta est une ville de Géorgie, dans le comté de Cobb aux États-Unis.
La ville avait une population de 58 748 habitants au recensement de 2000. Elle fait partie de l'agglomération d'Atlanta, dont elle est la troisième ville la plus peuplée.
Marietta possède plusieurs établissements d'enseignement supérieur :
- Southern Polytechnic State University (SPSU)
- Chattahoochee Technical College
- Life University.

Une base aérienne, la Dobbins Air Reserve Base se trouve au sud de la ville, elle abrite une importante usine de construction aéronautique, l'usine Lockheed Martin, ouverte en 1942 pour construire des bombardiers B-29. Cette usine employa plus de 28 000 travailleurs pendant la Seconde Guerre mondiale et fut à l'origine d'un développement rapide de la ville de Marietta.

## Démographie
| 1870  | 1880  | 1890  | 1900  | 1910  | 1920  |
| ----- | ----- | ----- | ----- | ----- | ----- |
| 1 888 | 2 227 | 3 384 | 4 446 | 5 949 | 6 190 |

| 1930  | 1940  | 1950   | 1960   | 1970   | 1980   |
| ----- | ----- | ------ | ------ | ------ | ------ |
| 7 638 | 8 667 | 20 687 | 25 565 | 27 216 | 30 805 |

| 1990   | 2000   | 2010   | - | - | - |
| ------ | ------ | ------ | - | - | - |
| 44 129 | 58 748 | 56 579 | - | - | - |

## Personnalités liées à la ville
- Affaire Leo Frank : lynchage en 1915